# Большой брат (франшиза)
«Большой брат» (англ. Big Brother) — формат телевизионных реалити-конкурсов, созданный голландским продюсером Джоном де Молем. Шоу в этом формате впервые появилось в 1999 году на нидерландском телевидении, а в дальнейшем выходило в большинстве стран Европы, а также в Аргентине, Австралии, ЮАР и США. Участники шоу живут в специально построенном доме, отгороженном от внешнего мира, в то время как их действия непрерывно отслеживаются с помощью телевизионных камер и микрофонов.
Ныне выходит в телеэфире Бразилии, Канады и США.

## История
Название «Большой брат» заимствовано из романа Джорджа Оруэлла «1984», в котором рассказывается о постоянном гнетущем надзоре.
Первая версия шоу была показана в 1999 году на канале Veronica в Нидерландах. В первом сезоне шоу дом был очень простым. Хотя в нем были предусмотрены такие необходимые удобства, как водопровод, мебель и ограниченный рацион питания, предметы роскоши часто были запрещены. Это добавило в шоу элемент выживания, увеличив потенциальную социальную напряженность. Почти во всех последующих сериях для участников конкурса предлагается современный дом с джакузи, сауной, VIP-апартаментами, мансардой и другими предметами роскоши.
Впоследствии данный формат стал международной телевизионной франшизой. Хотя в каждой стране или регионе есть свои вариации, общая идея заключается в том, что конкурсанты сидят взаперти, каждое их действие фиксируется камерами и микрофонами, а контакты с внешним миром запрещены.
Большинство международных версий шоу по-прежнему очень похожи друг на друга: их основной формат остается верным оригинальному стилю наблюдения с акцентом на человеческие взаимоотношения, при этом участникам обычно запрещается обсуждать номинации или стратегию голосования. В 2001 году американская версия приняла другой формат, начиная со второго сезона, где участникам предлагается разработать стратегию продвижения в игре; в этом формате участники сами голосуют за то, чтобы выселить друг друга.

## В России
Российская версия шоу "Большой брат" транслировалась на канале ТНТ в 2005 году.